# Sakko

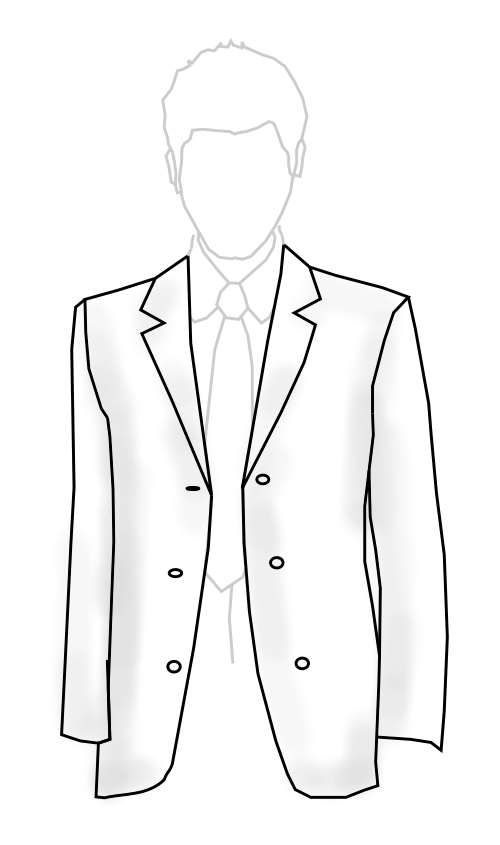
Einreihiges Herrensakko (Dreiknopf)

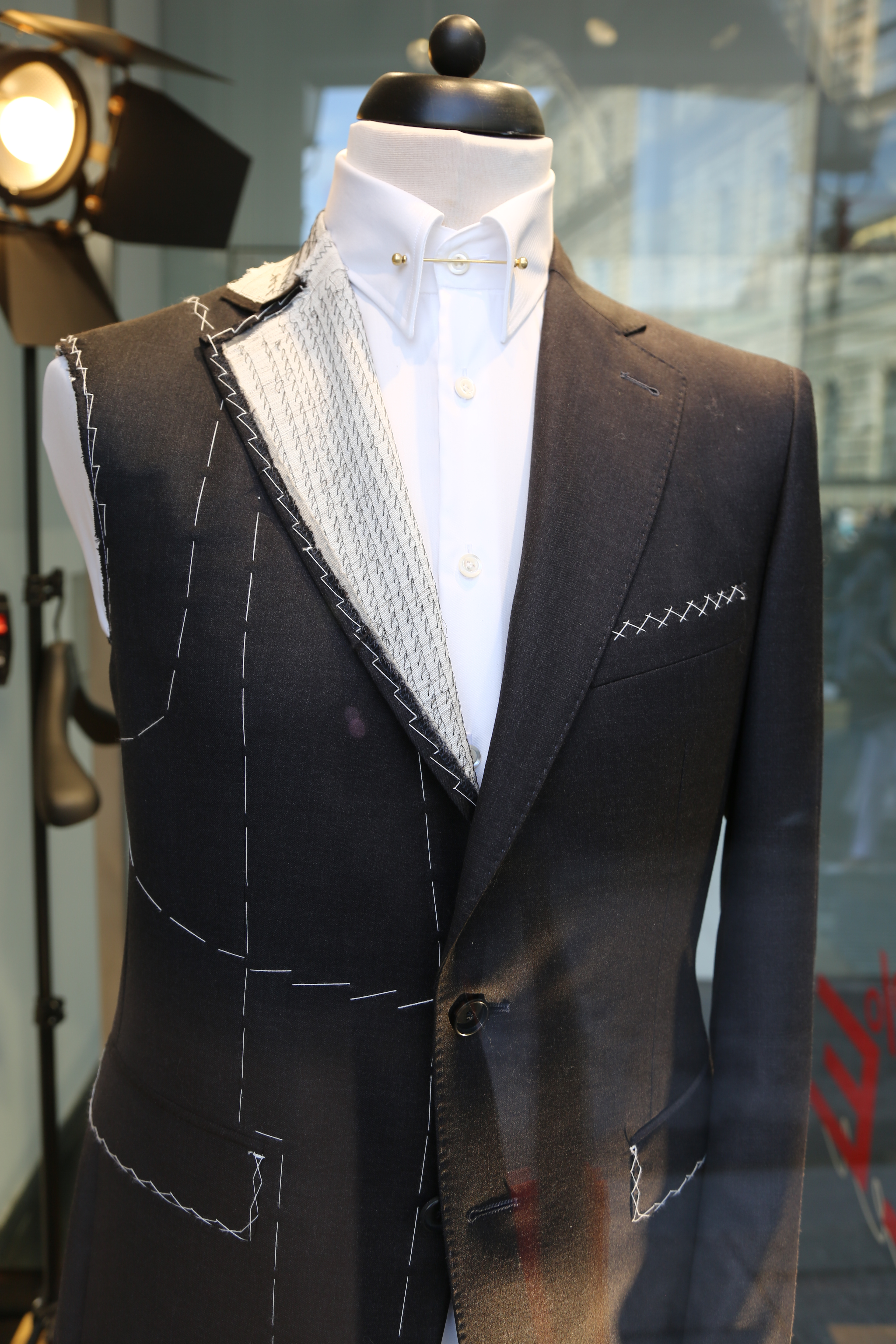
Jackett in Maßanfertigung mit handpikierter Ganzeinlage

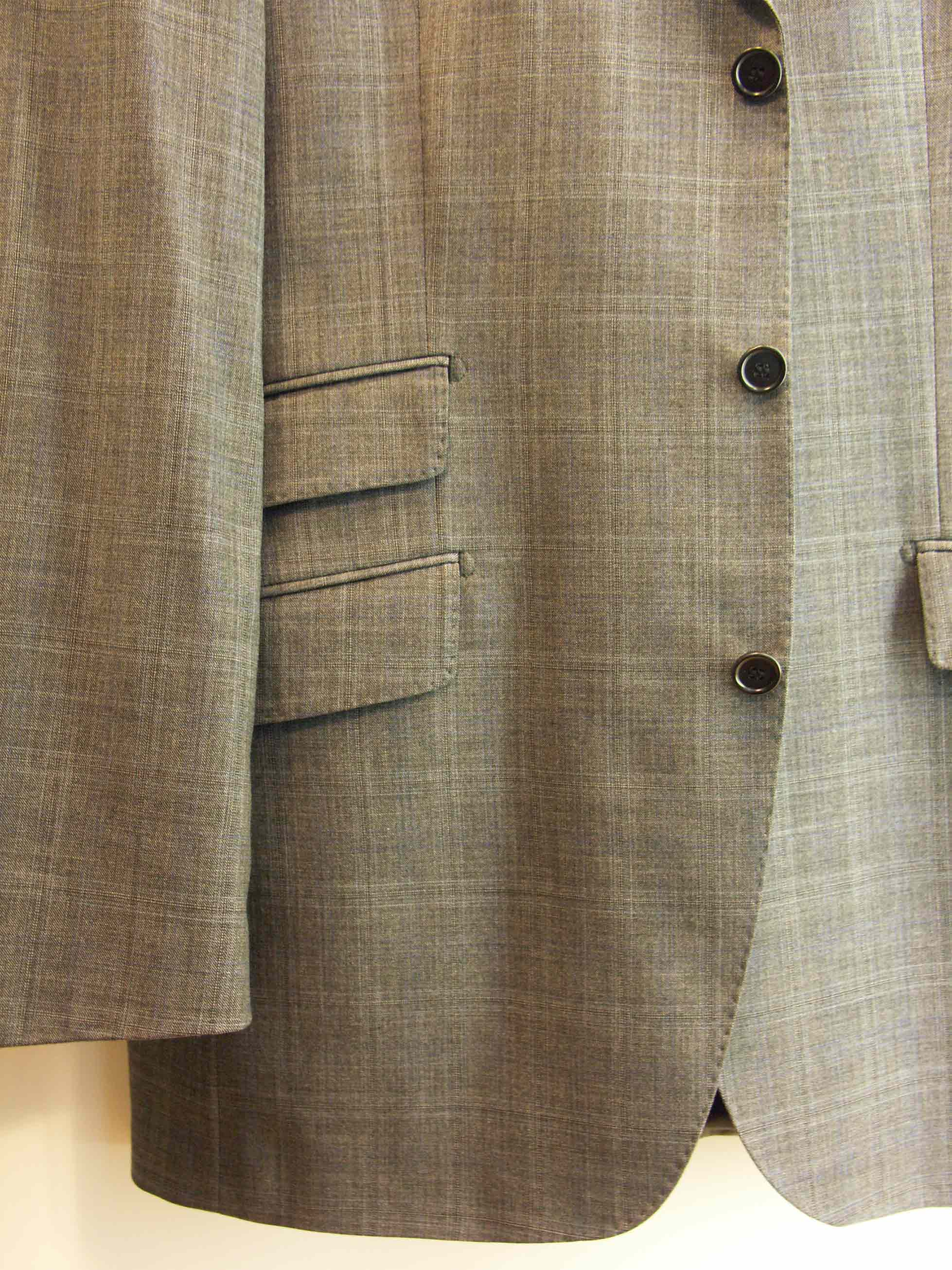
Einreihiges Herrenanzugsakko mit zusätzlicher Billetttasche und Handkante verziert

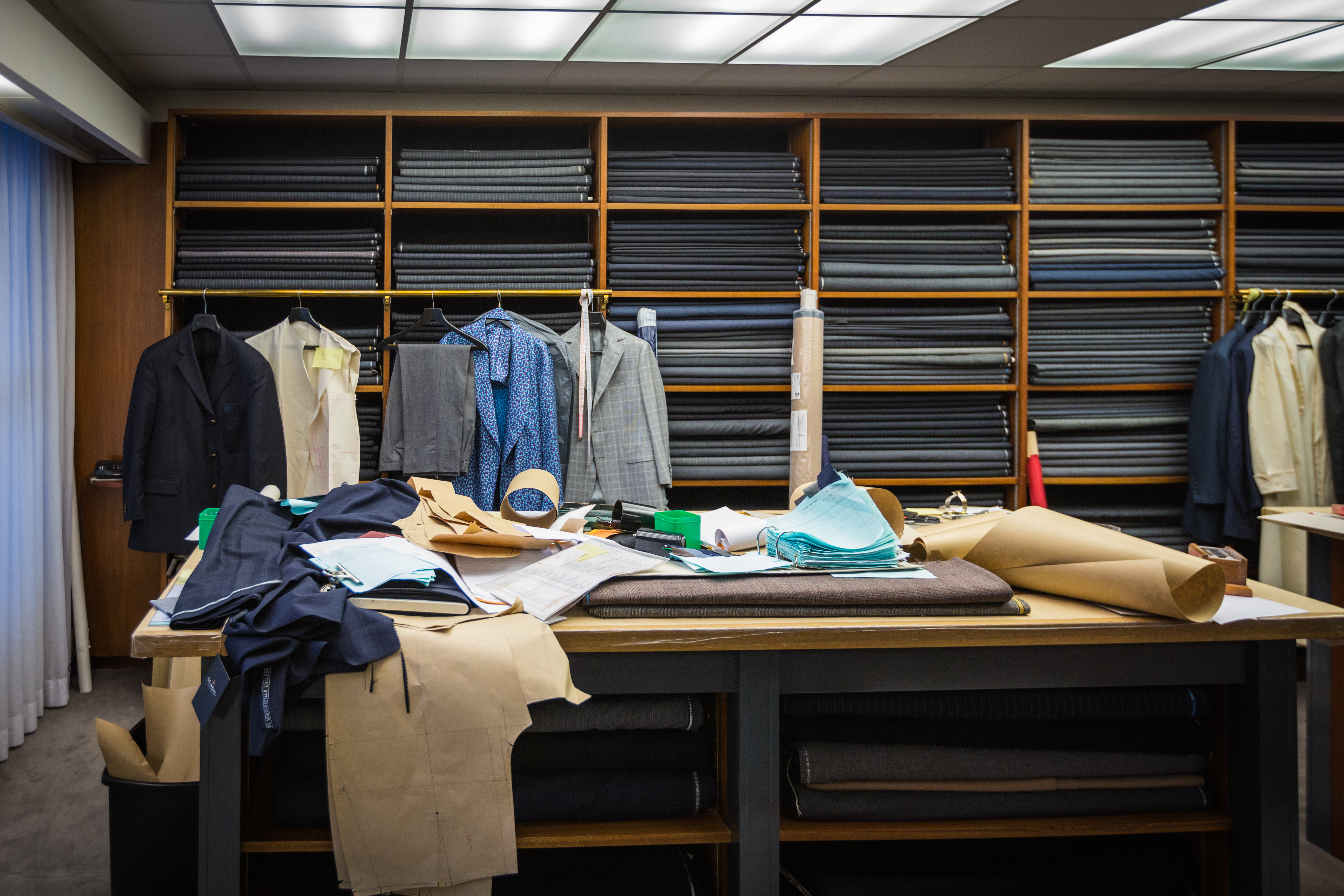
Schneideratelier Charvet, Paris Place Vendôme, mit Stoffvorräten, Schnittmustern und fertigen Produkten

Das oder der Sakko – auch: Sacco oder Jackett, in der Schweiz auch Veston, Tschoope, Kittel oder Kutte – ist ein Bestandteil der modernen, in den westlichen Ländern aufgekommenen Herrenoberbekleidung. Es bedeckt wie jede Jacke Oberkörper und Arme. Maßgebliche Elemente sind das Fasson, wie der als Revers ausgeführte Kragen bezeichnet wird, sowie der Verschluss auf der Vorderseite mit Knöpfen.

## Begriff
Sakko und Jackett werden in der Herrenmode seit dem späten 20. Jahrhundert weitgehend synonym verwendet. Gelegentlich wird als Unterschied angeführt, dass sich Jackett auf eine Anzug-Jacke beziehen würde, also Jackett und Hose sowie gegebenenfalls auch die Weste aus demselben Stoff gefertigt und getragen würden, während das Sakko zu einer Hose in abweichender Farbe als Kombination getragen würde oder einer weniger formellen Hose wie einer Chino oder Jeans. Sakko entspricht in diesem Sprachgebrauch dem englischen sports jacket.
Historisch entstanden die Begriffe Sakko und Jackett mit zwei Traditionslinien, die sich zum heutigen Kleidungsstück vereinigten. Das Jackett wurde Mitte des 19. Jahrhunderts als sportliche Variante aus einem um die Schöße gekürzten Gehrock entwickelt, der aber dessen Taillierung behalten hatte. Dem stand das gerade, sackartig geschnittene Sakko gegenüber, das zunächst für die Arbeiterklasse entwickelt wurde.
Von Sakko und Jackett ist in der Herrenmode der Blazer zu unterscheiden, während in der Damenoberbekleidung alle von der Herrenjacke abgeleitete Teile als Blazer bezeichnet werden können.

## Materialien
Traditionell ist das Sakko aus Schurwolle. Im 21. Jahrhundert kommt auch eine Beimischung von höchstens 5 % einer Kunstfaser wie Elastan in Betracht, durch die das Tuch flexibler und knitterärmer wird. Weitere Naturfasern sind Baumwolle oder Leinen. Beide eignen sich vor allem für Sommer-Sakkos. In dieser Jahreszeit kommen auch leichte Wollformen wie Mohair und Kaschmir zum Einsatz. Im untersten Preissegment gibt es auch Sakkos aus Kunstfasern, vor allem aus Polyester, oder Mischgewebe aus Naturfasern und Polyester.

## Schnitt und Formen
Das Sakko ist das schwierigste Element in der Arbeit eines Schneiders. Die Aufgabe besteht darin, das flache Tuch über den dreidimensionalen Körper des Menschen zu modellieren. Brust, Kragen und Ärmel müssen zusammen und zum Träger passen. Körperform und -haltung bestimmen die so genannte Balance, den Längenunterschied zwischen Front und Rücken.
Traditionell wurden Sakkos vom Maßschneider für den individuellen Kunden angefertigt. Die Konfektion nach vorbestimmten Konfektionsgrößen begann schon mit Manufakturen und ihrer seriellen Fertigung im späten 18. Jahrhundert und gewann mit den Massenheeren im 19. Jahrhundert an Verbreitung bei Uniformen. Ab Ende des 19. Jahrhunderts setzte sie sich auch für zivile Bekleidung schrittweise durch. Eine Mischmethode ist die Maßkonfektion, bei der aufgrund einer individuellen Vermessung des Kunden und nach seinen persönlichen Wünschen vorgefertigte Schnittmuster nur noch geringfügig angepasst werden.

### Elemente
Sakkos bestehen aus den Teilen Front, Seite, Rücken, Ärmeln und Kragen. Front und Seite können auch in einem ausgeführt sein. Die Front ist tailliert, das zugeschnittene Material weist einen spitzen Einschnitt auf, der etwa auf Höhe der mittleren Brust beginnt und hinunter bis zur Tasche verläuft. Er wird im Zuge der Fertigung mit einer Naht geschlossen, so dass der Stoff trotz unterschiedlichem Umfang über Brust und Taille flach anliegt.
Die Front wird im traditionellen Sakko durch Einlagen verstärkt, um auch bei leichten Stoffen einen stets faltenfreien Sitz zu erreichen. Üblich ist eine Ganzeinlage über die volle Front einschließlich des Revers und ein zusätzlicher Plack im Bereich von Brust und Schulter. Dazwischen kann noch eine so genannte Schulterstütze eingearbeitet werden, die die Hohlung der Schulterpartie verstärkt. Traditionell war die Ganzeinlage aus Steifleinen oder Rosshaar, die Plack aus Rosshaar. Beide wurden durch Pikieren mittels unzähliger feinster Stiche mit dem Obermaterial verbunden. In der Serienfertigung wird das Pikieren seit den 1960er Jahren fast immer durch Verkleben mit Fixierstoff ersetzt. Dazu kommt je nach Schnitt oder auch zum Ausgleichen der persönlichen Anatomie des Kunden ein flaches oder dickes, steifes oder leichtes Schulterpolster aus vorgefertigten Elementen oder Wattierung.
1975 kreierte Giorgio Armani das „dekonstruierte“ Sakko, das auf jede Verstärkung der Front und der Schultern verzichtet und die Form ausschließlich durch den Schnitt sowie gegebenenfalls durch Formbügeln des Tuchs erreicht. Dieser Stil wurde durch den von Armani ausgestatteten Richard Gere im Film American Gigolo von 1980 international bekannt. Armani stattete in der Folge die Fernsehserie Miami Vice aus und schuf einen als typisch italienisch angesehenen Look. Dekonstruierte Entwürfe werden seitdem viel bei Sommer-Sakkos aus Baumwolle oder Leinen verwendet.

### Stile

Einreihiges und zweireihiges Sakko

Es wird unterschieden zwischen dem traditionellen einreihigen (Knöpfe in einer Reihe) und dem zweireihigen Sakko (übergeknöpft, das heißt überlappende Fronten mit Knöpfen in zwei Reihen). Zweireiher haben fast immer einen geraden Abstich, während Einreiher, außer bei Uniformen, mehrheitlich mit rundem Abstich geschnitten sind.
Abhängig von der Tiefe der Fasson bestimmt sich die Zahl der Knöpfe. Sakkos mit zwei Knöpfen gelten als konservativ und als amerikanisch, solche mit drei Knöpfen werden mit dem englischen Schnitt verbunden. Bei einer kurzen Fasson können aber auch vier und mehr Knöpfe in Betracht kommen.

Ein fallendes Revers

Das Revers erlaubt einige Variationen. Neben der Form aus fallendem oder (gebrochen) aufsteigendem Revers beziehungsweise einem Schalkragen bestimmt die Breite des Revers stark das Erscheinungsbild des Sakkos.
Je höher der Ärmel in das Sakko eingesetzt ist, umso mehr Bewegungsfreiheit hat der Träger, zugleich muss die Schulter aber dem Körper und der Haltung exakt passen. Bei Konfektionssakkos sind hier Abstriche zu machen. Für das Einhängen des Ärmels in die Schulter gibt es verschiedene Optionen: Flache oder flach abfallende Formen sind die häufigste Art. Roped, ein britischer Stil, heißen Schultern, bei denen der Ärmel durch eine eingearbeitete Schnur deutlich über die Schulter aufragt, in Verbindung mit einer einwärts geschwungenen Schulterlinie kommt eine Pagodenschulter zustande. Besonders leichte Stoffe können in der neapolitanischen Schulter verarbeitet werden, auch spalla camicia genannt, hier wird der Stoff der Armkugel wie bei einem Hemd mit kleinen Fältchen in die Schulter eingenfügt.
Bei den Rückenschlitzen unterscheidet man zwischen dem mittleren Rückenschlitz (amerikanischer Schnitt) oder dem klassischen Schnitt mit zwei Seitenschlitzen (englische Variante). Im Handel können vermehrt auch Sakkos erworben werden, die keine Rückenschlitze aufweisen. Diese finden jedoch im höherpreisigen Segment (insbesondere bei Maßanzügen) eher wenig Verwendung.
An der Seite des Sakkos sind zwei Außentaschen aufgesetzt oder eingearbeitet, seltener Paspeltaschen, in der Regel Pattentaschen, dazu kommt auf der linken Brustseite die Brusttasche, eine Leistentasche für ein Einstecktuch. Als Sonderform kommt eine zusätzliche Billetttasche in Frage.
Nur im Trachtenanzug haben Sakkos eine Rückenfalte, zumeist als Kellerfalte wie beim Steireranzug oder der Miesbacher Tracht.

## Entwicklung und Mode
Die Entwicklung der formellen und informellen Herrenoberbekleidung und des Sakkos war dem Grundsatz nach in der Gründerzeit um 1880 abgeschlossen. Jacke und Hose waren die eigentliche Bekleidung des Herrn, während das Hemd als Unterwäsche dazu diente, die Oberbekleidung vor Verschmutzung zu schützen. Seitdem bestimmt die Mode über die Ausgestaltung des Stils, wobei von Ausnahmen abgesehen die Herrenmode nie mehr die Vielfalt der Damenmode erreichte.
Formal gekleidete Herren trugen noch bis in die 1920er Jahre tagsüber Gehrock und abends Frack. Der Smoking entstand um 1880, als sich Gentlemen nach dem Dinner zum Rauchen zurückzogen und dazu ihren Frack durch eine kurze Jacke ersetzten, damit die Damen später nicht durch den Rauchgeruch belästigt würden. Zur Jahrhundertwende wurden Westen mit Kontrast zur Jacke modisch, eine weiße Weste zum grauen oder schwarzen Anzug galt als besonders elegant. Gleichzeitig setzte sich der heutige Umlegekragen beim Hemd durch, Stehkragen wurden abseits des Frackhemds mit seinem Vatermörderkragen selten.

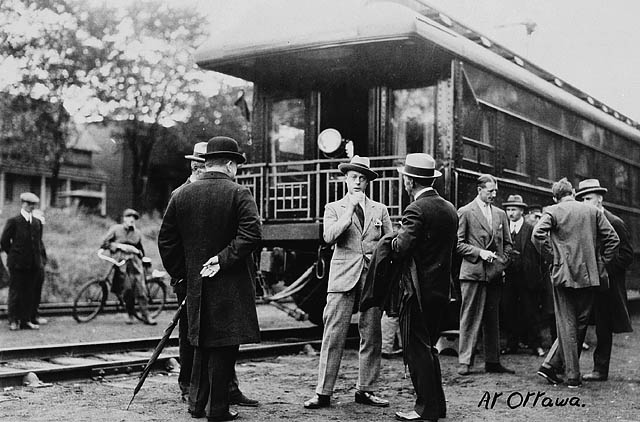
Edward Windsor (Mitte) 1924 als Thronfolger auf Staatsbesuch in Kanada

Vor dem Ersten Weltkrieg stiegen und fielen die Revers mit der Mode: Um 1910 gab es sehr kurze Fassons, schon 1913 ging das Revers fast bis zur Taille, wodurch die Weste betont wurde. Nach dem Krieg wurde die Herrenkleidung informeller, der Anzug mit Jackett oder Sakko setzte sich als Tagesbekleidung auch in förmlicheren Kreisen durch. Einflussreich waren Kronprinz Albert Edward und dessen Enkel Edward Windsor. Beide trugen auch in amtlichen Geschäften häufig einen einreihigen Anzug mit Zwei-Knopf-Sakko, oft aus sportlichen Stoffen. Albert Edward machte wegen seines Körperumfangs den offenstehenden untersten Knopf an Weste und Jackett modern. Edward Windsor bevorzugte schmale, natürlich gerundete Schultern und leichtes Tuch, er trug auch erstmals Pullover unter dem Sakko. Die von beiden bevorzugten Glencheck-Stoffe wurden als Prince of Wales-Muster bekannt.
Der Krieg hatte körperliche Fitness zum Ideal gemacht, Männer trieben häufig Sport und bekamen dadurch einen stärker geformten Körper. Die Mode passte sich an und wurde taillierter und die Taille rutschte nach oben, Schultern wurden oft gepolstert, der Ärmelansatz lockerer. Das Revers stieg und fiel mit der Mode, einmal wurden Hemd und Krawatte durch ein tiefes Revers betont, einmal galten hoch geschlossene Anzüge mit drei und mehr Knöpfen als modern.
Im Zweiten Weltkrieg und in der zweiten Hälfte der 1940er Jahre wurden Anzüge in Europa wegen Stoffknappheit enger, ohne Umschläge an den Hosen und mit schmalen Revers. Schon in den 1930er Jahren und vor allem kurz nach dem Krieg entstand in den USA der Zoot Suit, mit überweiten, langen Jacketts als Mode einer Gegenkultur aus Schwarzen, Latinos und einer nicht mehr angepassten Jugend; diese Mode war mit erstmals mit Musikstilen, insbesondere dem Jazz, verbunden. Ähnliche Ansätze gab es in europäischen Subkulturen wie den Les Zazous in Frankreich und der deutschen Swingjugend.
Die 1950er Jahre waren eher konservativ, die englische Mode orientierte sich an den Stilen der Zwischenkriegszeit, der Anzug mit Sakko setzte sich endgültig gegenüber Gehrock und Frack durch. Schnitte waren bequem, Stoffe eher schwer.
Ab Mitte der 1960er und verstärkt in den 1970er Jahren entstand eine experimentelle Mode, die an jugendlichen Körpern ausgerichtet war. Stile wechselten schneller, Stoffe, Schnitte und Farben wollten auffallen. Anzüge wurden eng, körpernah geschnitten, wiesen aber teils überbreite Revers auf, wozu dann entsprechende Hemdkragen und Krawatten getragen wurden. Neue Materialien wie Polyester kamen auf.

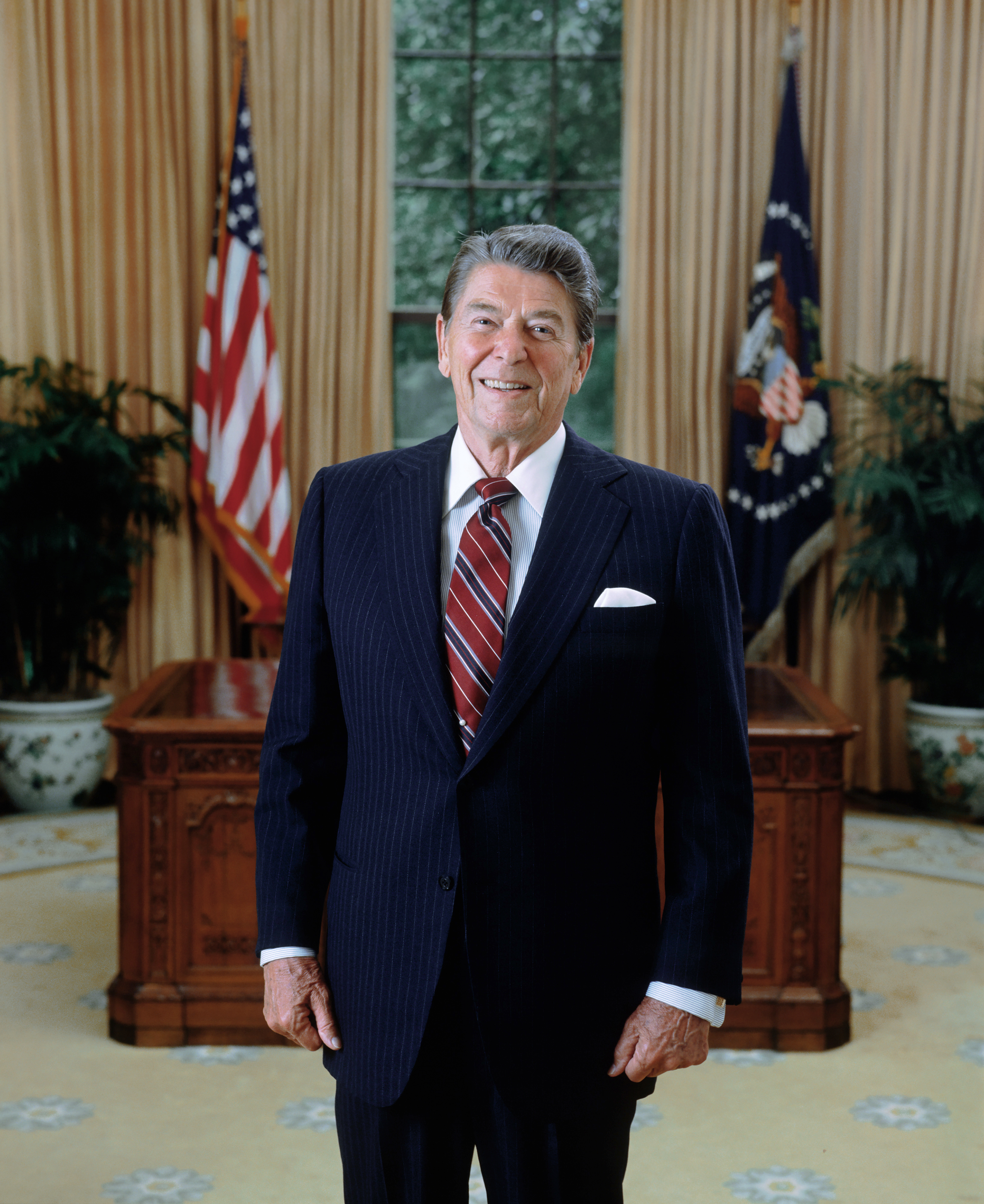
Ronald Reagan 1985 im Power Suit

Als Gegenbewegung traten in den 1980er Jahren Anzüge zurück, Sportswear wie Sportanzüge wurde alltagstauglich. Im Geschäftsleben blieb das Sakko vorherrschend, aber es kamen lockere Schnitte auf, der Anzug wurde häufig durch Kombinationen ersetzt. Cord, Tweed und andere strukturierte Stoffe waren modern. In den USA kamen Power Suits als formellere Bekleidung in Mode und wurden durch Filme und Fernsehen in alle Welt getragen. Sie waren mit breiten, gepolsterten Schultern, geraden Schnitten und schweren Stoffen in dunklen Farben auf Repräsentation ausgelegt.
Seit den 1990er Jahren verlor der Anzug an Bedeutung. Dort, wo er noch getragen wurde, kamen edlere Materialien auf. Leichte Garne, Kaschmir oder Mohaire, klassisch-elegante Schnitte bestimmen das Bild. Die internationale Herrenmode wird durch körpernahe, italienische Schnitte bestimmt. Die englische Tradition gilt als konservativ.

## Sitz
Ein gut passendes Sakko wirft im geraden Stand keine Falten, weder an Schulterblättern und Kragen noch am Revers. Der Arm schließt mit der Schulter des Sakkos ab. Aus der Vergangenheit, in der das Hemd Unterwäsche war und dazu diente, die Oberbekleidung vor Verschmutzung vom Körper zu schützen, stammt die Tradition, die Manschette des Hemdes um etwa 1,5 cm unter dem Ärmelsaum hervorstehen zu lassen. Dazu kann es auch bei gut sitzenden Sakkos nötig sein, die Ärmellänge durch einen Änderungsschneider anpassen zu lassen. Das Sakko soll im Stehen den größten Teil des Gesäßes bedecken. Die genaue Länge schwankt mit der Mode.

### Tragweise
In der klassischen Herrenmode wird das Sakko im Stehen geschlossen. Im Sitzen werden beim einreihigen Sakko die Knöpfe geöffnet, das zweireihige bleibt geschlossen. Im weniger formellen Gebrauch werden Sakkos häufig offen getragen. 
Werden die Knöpfe geschlossen, bleibt seit dem britischen König Eduard VII., wegen dessen Leibesfülle der unterste stets offen. Zumeist ist das Sakko heute so geschnitten, dass der unterste Knopf gar nicht ohne Faltenwurf geschlossen werden kann. Gibt es mehr als zwei Knöpfe, kann der oberste offen oder geschlossen getragen werden.

### Kombination mit anderen Kleidungsstücken

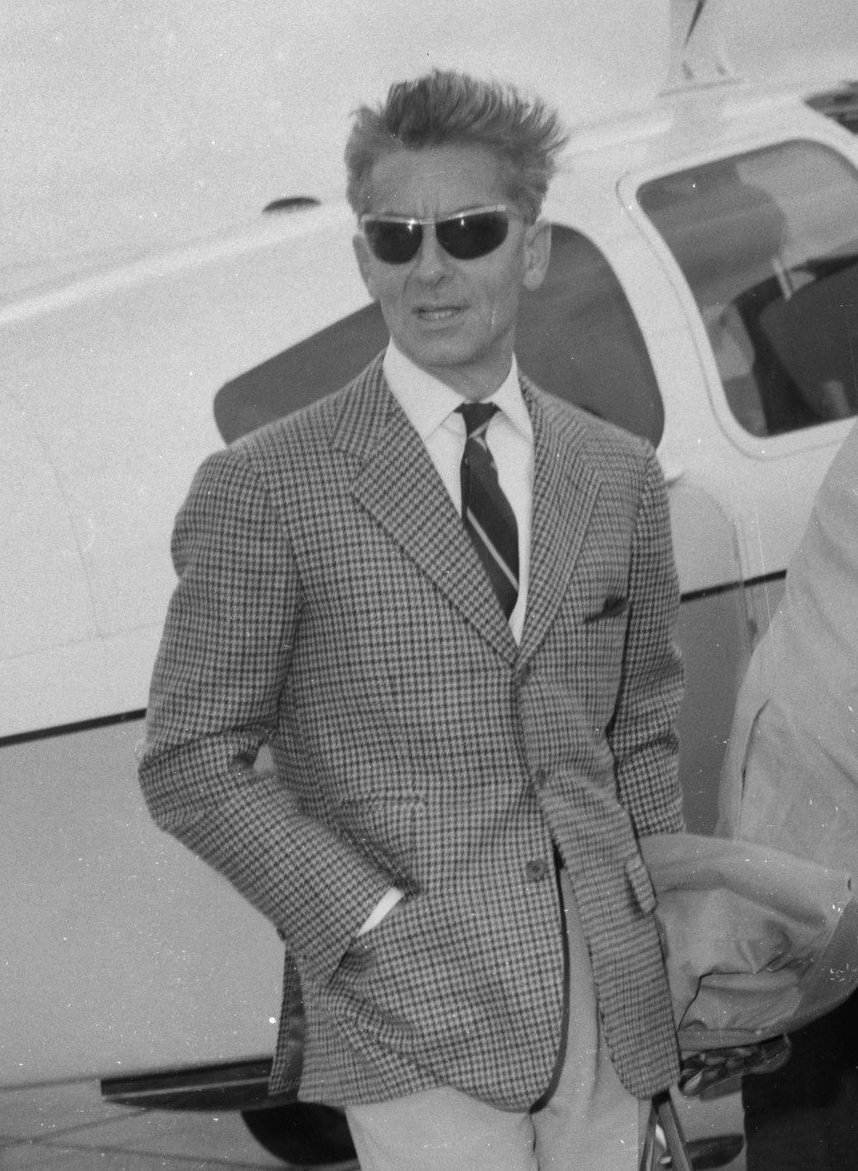
Herbert von Karajan in einem Sakko mit Vichy-Muster mit einer hellen Hose kombiniert, 1963

Das Sakko ist im Sinne der Kleiderordnung ein informelles Kleidungsstück, auch als Anzug. Bei einem formellen Anlass wird ausschließlich der Frack, beziehungsweise tagsüber ein Cutaway, getragen. Als semi-formell gilt der Smoking. Nur bei informellen Anlässen kommt ein dunkler Anzug in Frage.
Seit der Lockerung der Umgangsformen im Laufe des 20. Jahrhunderts ist Anzug mit Hemd und Krawatte nicht mehr die einzige Kleidung, mit der sich ein Herr in der Öffentlichkeit bewegt. Anzüge gehören in bestimmten Branchen jedoch nach wie vor zur Geschäftskleidung, auch wenn die Krawatte selbst dort an Bedeutung verliert. In anderen Berufen werden Hemd und Sakko, auch ohne zugehörige Anzughose, sondern als Kombination mit einer Wollhose oder Chinohose erwartet. Verbreitet ist das Sakko auch mit einem Pullover oder im Sommer mit einem Polohemd oder T-Shirt. Als leger und vor allem in der Freizeit tragbar gelten Sakko oder Blazer mit Jeans.

## Paletot
Eine spezielle Form ist der früher häufiger von Herren getragene Sakkomantel, besser bekannt als Paletot. Der Paletot ist kein dicker Mantel, sondern ein eleganter Stadt-Überwurf aus Anzugstoff. Er ist praktisch ein auf Mantellänge verlängertes Sakko und wird über dem Jackett getragen.